# Hannes Brinkborg
Hannes Brinkborg (* 9. Juli 1978 in Gotland) ist ein schwedischer Volleyball- und Beachvolleyballspieler. Er wurde zwei Mal schwedischer Meister im Sand.

## Karriere
Brinkborg entschied sich in der Schule für eine Karriere im Volleyball. Er begann in Sollentuna, bevor er ins Ausland ging und für Noliko Maaseik und Málaga spielte. Später kehrte er in seine Heimat zurück und war beim Team Gotland Volleyboll aktiv.
2002 absolvierte er seine ersten internationalen Beachvolleyball-Turniere mit Mattias Magnusson. 2006 bildete er ein neues Duo mit Björn Berg. Als Fünfter der Marseille Open 2007 schafften Brinkborg/Berg ihre erste Top-Ten-Platzierung in einem Open-Turnier. Im folgenden Jahr verloren sie ihr Auftaktspiel bei der Europameisterschaft in Hamburg gegen die Deutschen Matysik/Uhmann und schieden in der Verliererrunde schließlich gegen die Russen Barsuk/Kolodinski aus. Ende des Jahres erreichte Brinkborg mit seinem neuen Partner Stefan Gunnarsson in Sanya gleich den neunten Rang. Bei der Weltmeisterschaft 2011 scheiterten Gunnarsson/Brinkborg als schlechtestes von drei Teams in der Vorrunde. Auch bei der WM 2013 in Stare Jabłonki schieden Brinkborg/Gunnarson trotz eines Sieges über die Niederländer Nummerdor/Schuil nach der Vorrunde aus.